# Concile panorthodoxe
Le terme de Concile panorthodoxe ou Saint et grand Concile de l'Église orthodoxe désigne le concile panorthodoxe convoqué à l'initiative des 14 Églises canoniques autocéphales et réuni, du 16 au 27 juin 2016 à l'Académie orthodoxe de Crète.

## Réunions préparatoires
Le concile a été préparé depuis le début des années 1960 par le travail d'une Commission interorthodoxe préparatoire et par une série de Conférences panorthodoxes préconciliaires ; le secrétariat pour la préparation du concile était assuré par le Centre orthodoxe du Patriarcat œcuménique de Pregny-Chambésy, institution stavropégiaque (dépendant directement du patriarche) du Patriarcat œcuménique de Constantinople situé à Pregny-Chambésy en Suisse :
- 24 septembre-1er octobre 1961 : Ire Conférence panorthodoxe à Rhodes ;
- 26-29 septembre 1963 : IIe Conférence panorthodoxe à Rhodes ;
- 1er-15 novembre 1964 : IIIe Conférence panorthodoxe à Rhodes ;
- 8-15 juin 1968 : IVe Conférence panorthodoxe à Pregny-Chambésy ;
- 16-28 juillet 1971 : commission interorthodoxe préparatoire ;
- 21-28 novembre 1976 : Ire Conférence panorthodoxe préconciliaire à Pregny-Chambésy ;
- 28 juin–3 juillet 1977 : consultation spéciale sur la question de la célébration commune de Pâques ;
- 1982 : IIe Conférence panorthodoxe préconciliaire à Pregny-Chambésy ;
- février 1986 : commission interorthodoxe préparatoire ;
- 28 octobre–6 novembre 1986 : IIIe Conférence panorthodoxe préconciliaire à Pregny-Chambésy ;
- 10-17 novembre 1990 : commission interorthodoxe préparatoire à Pregny-Chambésy ;
- 7-13 novembre 1993 : commission interorthodoxe préparatoire à Pregny-Chambésy ;
- 9-14 avril 1995 : congrès de canonistes sur les critères de l'organisation de la diaspora orthodoxe à Pregny-Chambésy ;
- 7-13 juin 2009 : IVe Conférence panorthodoxe préconciliaire à Pregny-Chambésy ;
- 6-9 juin 2014 : Synaxe (réunion des responsables des églises orthodoxes autocéphales) au Phanar à Constantinople, en vue de la préparation du concile panorthodoxe[1] ;
- 22-28 janvier 2016 : Synaxe à Pregny-Chambésy en vue de la préparation du concile[2].

## Le concile

### Déroulement
La réunion du concile panorthodoxe a eu lieu du 16 au 27 juin 2016, à l'Académie orthodoxe de Crète.
Le concile a finalement lieu en Crète plutôt qu'au Phanar, siège du Patriarcat œcuménique de Constantinople, en raison d'une crise diplomatique entre la Turquie et la Russie empêchant le Patriarche Cyrille de Moscou et sa délégation de se rendre à Istanbul.
Dix Églises autocéphales participèrent au concile : celles de Constantinople, Alexandrie,  Jérusalem, Chypre, Grèce, Serbie, Roumanie, Pologne, Tchéquie et Slovaquie, Albanie. 
Quatre Églises refusèrent, pour diverses raisons, d'assister au concile : les Églises d'Antioche, de Russie, de Géorgie et de Bulgarie.
Sur les 850 évêques orthodoxes seulement 167 évêques étaient présents.
Le concile proclame le jour de la Pentecôte 2016 l'Encyclique du Saint et Grand Concile.

### Documents conciliaires
- Encyclique
- Message du saint et grand Concile de l'Église orthodoxe
- L'importance du jeûne et son observance aujourd’hui
- Les relations de l'Église orthodoxe avec l'ensemble du monde chrétien
- L’autonomie et la manière de la proclamer
- La diaspora orthodoxe
- Le sacrement du mariage et ses empêchements
- La mission de l'Église orthodoxe dans le monde contemporain